# Jean-Marie Valhubert
Jean-Marie Mellon Roger, plus connu sous le nom de Jean-Marie Valhubert (également orthographié Walhubert), né le 22 octobre 1764 à Avranches, mort le 3 décembre 1805 à Brünn (Moravie), est un général français de la Révolution et de l’Empire.

## Biographie

### Révolution et Consulat
Il entre, avant d’avoir atteint sa vingtième année, dans le régiment de Rohan-Soubise. À l’époque de la Révolution française, il retourne dans sa famille. En 1791, le 1er bataillon de volontaires de la Manche le choisit pour chef le 22 octobre. Il conduit ce bataillon à l’armée du Nord, avec laquelle il fait les campagnes de 1792 à 1793.
Il se fait remarquer à Lille, à Anvers, à Lawfeld, et est fait prisonnier au Quesnoy le 13 septembre 1793, puis conduit en Hongrie. Échangé au commencement de l’an IV, il sert à l’armée de l'Intérieur jusqu’à la suppression de cette arme, et reste en garnison à Paris, du mois de vendémiaire an V au 30 germinal an VII, avec le grade de chef de la 28e demi-brigade, qu’il commande à la bataille de Montebello.
Envoyé alors en Valais, il se distingue le 23 prairial, dans la vallée de la Vispa, où il soutient un combat inégal. Le 28 thermidor, il enlève le Simplon aux Autrichiens.
Pendant la campagne de l’an VIII, il donne de nouvelles preuves d’une valeur peu commune. Le 17 prairial, il passe le Pô dans une barque et donne l’élan à l’armée. Le 19, en avant de Broni, à la tête de 50 hommes, il fait mettre bas les armes à 3 000 Autrichiens ; un corps plus nombreux lui ayant enlevé ses prisonniers, il s’élance avec son cheval au milieu de l’ennemi, saisit le commandant au collet, lui promet quartier, et tout se rend. À Montebello, il résiste avec sa 28e demi-brigade à toute la cavalerie autrichienne. Blessé d’un coup de feu le 25, à Marengo, il reste à son poste et ne cesse de commander pendant la durée de l’action. Au passage du Mincio, le 4 nivôse an IX, un boulet le renverse et le prive de la voix. On le presse de se retirer, il refuse, se fait remettre à cheval et continue de combattre.
Par arrêté du 28 fructidor, le Premier consul a fait une nombreuse distribution d’armes d’honneur, et Valhubert a été oublié. Tous les officiers de la 28e se réunirent le 15 vendémiaire an XI, pour adresser au Consul une réclamation à ce sujet, et un arrêté du 4 pluviôse, rappelant tous les faits d’armes de ce chef de brigade, lui décerne enfin un sabre d’honneur. Le ministre envoie le 19 ventôse, au conseil d’administration du corps, le brevet d’honneur de Valhubert.
L’année suivante, le Premier consul le nomme le 11 fructidor, général de brigade, et l’emploie au camp de Saint-Omer. Le 19 frimaire an XII, il le fait membre de la Légion d’honneur, et commandant de l’Ordre le 25 prairial suivant.

### Austerlitz

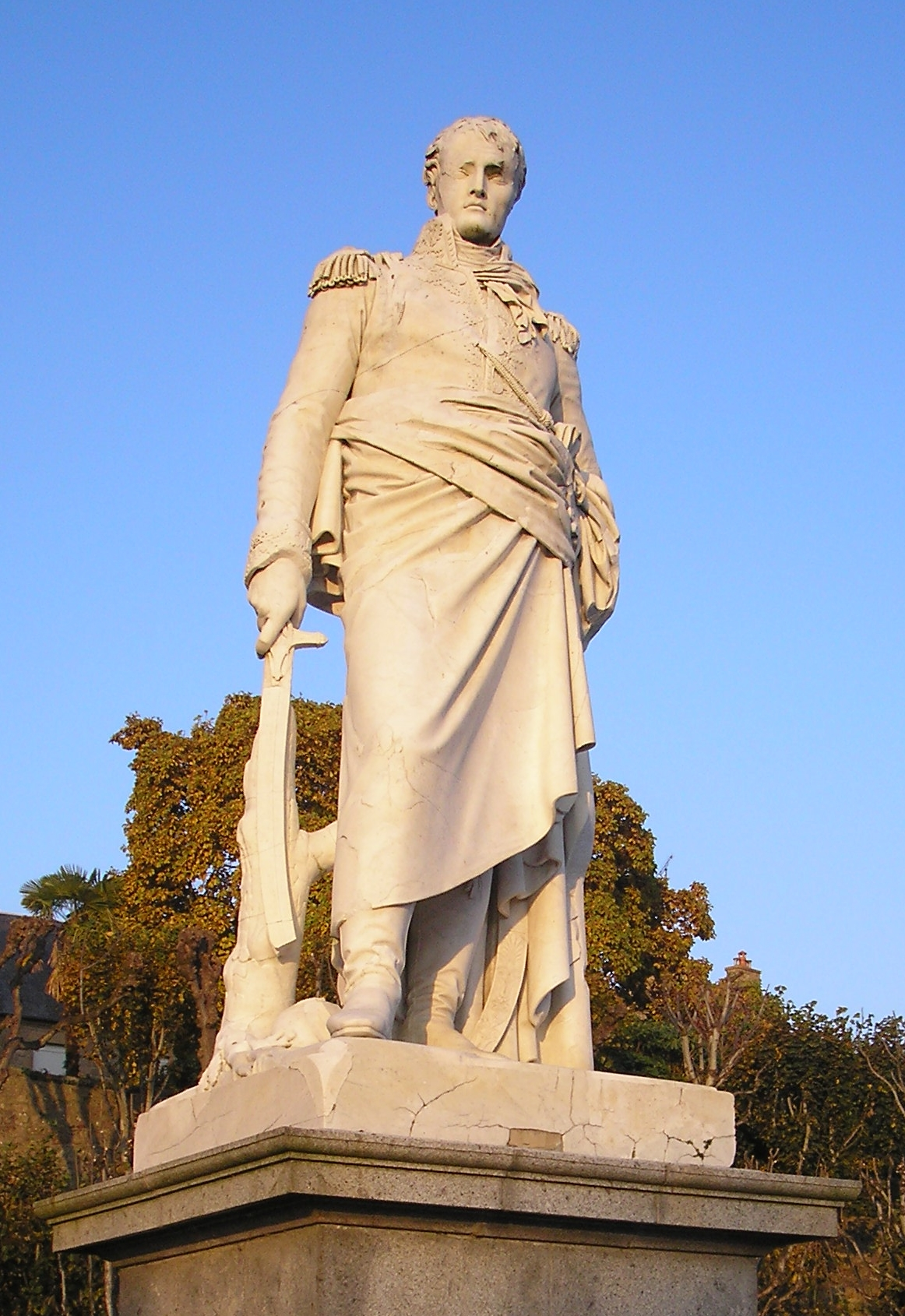
Statue du général Valhubert par Cartelier à Avranches.

Attaché en l’an XIV à la 4e division du 4e corps de la Grande Armée, commandée par Suchet, il combat à la bataille d'Austerlitz le 11 frimaire, et y a la cuisse fracassée par un éclat d’obus. Tombé, et dans l’impossibilité de se relever, des soldats veulent le transporter à l’ambulance. Il meurt de ses blessures le lendemain de cette dernière bataille, où il est resté à son poste avec la cuisse fracassée (1805). Ses camarades lui élèvent un monument dans les plaines de la Moravie. L’Empereur accomplit les derniers vœux du mort. Il se charge de la famille de ce général, ordonne qu’un monument soit élevé au lieu même où il a été blessé, que son nom soit donné à une nouvelle place de Paris qui se trouve entre le Jardin des plantes et le pont d'Austerlitz (la place Valhubert), et qu’on y érige sa statue en marbre. Charles X fait don de la statue à sa ville natale en 1828, mais elle n'est inaugurée à Avranches que le 16 septembre 1832.

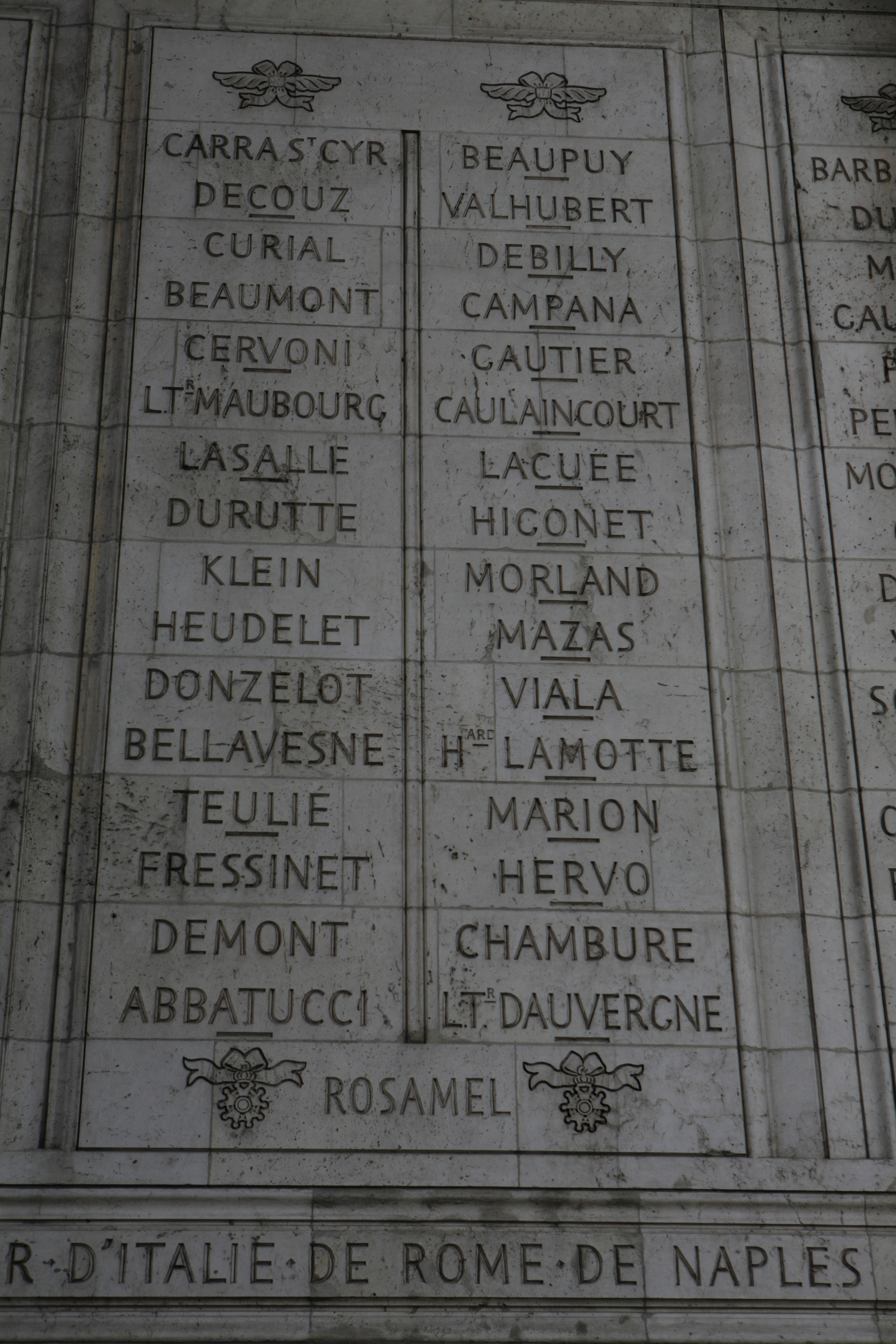
Noms gravés sous l'arc de triomphe de l'Étoile : pilier Est, 17e et.

Son nom est inscrit sur le côté Est de l’arc de triomphe de l'Étoile, et sur les tables de bronze de la galerie des Batailles du château de Versailles.

## Source partielle
- Marie-Nicolas Bouillet  et Alexis Chassang (dir.), « Jean-Marie Valhubert » dans Dictionnaire universel d’histoire et de géographie, 1878 (lire sur Wikisource)
- « Jean-Marie Valhubert », dans Charles Mullié, Biographie des célébrités militaires des armées de terre et de mer de 1789 à 1850, 1852 [détail de l’édition]